# رجم الخرابشة
رجم الخرابشة هي منطقة أثرية تقع في منطقة عين الباشا الواقعة في محافظة البلقاء في المملكة الأردنية الهاشمية.

## أصل التسمية
الرجم هي كلمة تدل على رأس الجبل المرتفع وفي الجزيرة العربية أماكن كثيرة تسمى بالرجم.

## الآثار
وقد تعددت الروايات التي تقول أن هذه المنطقة وهي عبارة عن مجموعة عن مخازن للدولة العثمانية على هيئة قلاع وهناك رواية أخرى تقول أنها عبارة عن قلاع رومانية كان يسكنها الرومان وكانت قلاع لهم وقد قامت الحكومة الأردنية بالمحافظة علية بالقيام بإغلاقه بسياج وقد تهدمت القلاع بشكل جزئي بسب زلزال ضرب الأردن قبل حوالي 100عام ولكن آثار هذه إلى الآن ظاهرة للعيان وهي تحتوي على كثير من المغارات التي يقال أنها كان يخزن بها الحبوب وهناك روايات يقال أنه وجد فيها المجوهرات وقد أصبح الرجم مكانا سياحيا ويطلق عليه في محافظة البلقاء رجم الخرابشة وهناك أطلال للرجم على بعد 4 كيلو متر عن الموقع الأصلي للرجم.